# 8741 Suzukisuzuko
8741 Suzukisuzuko è un asteroide della fascia principale. Scoperto nel 1998, presenta un'orbita caratterizzata da un semiasse maggiore pari a 3,0131562 UA e da un'eccentricità di 0,0462786, inclinata di 9,48171° rispetto all'eclittica.
L'asteroide è dedicato al poeta e scrittore giapponese Suzuko Suzuki.